# Kenny Lala
Kenny Lala (Villepinte, 3 d'octubre de 1991) és un futbolista francès que juga de defensa a l'Olympiakos del Pireu de la Superlliga de Grecia.

## Trajectòria
Va començar la seva carrera esportiva al Paris Football Club, del Championnat National, en 2010, debutant front al Luzenac AP el 6 d' agost de 2010.
Al 2011 se'n va anar al Valenciennes de la Ligue 1,debutant a la primera francesa el 6 de novembre de 2011 front al Stade Rennais.En el Valenciennes juga durant quatre temporades, tres d' elles a la Ligue 1, disputant 61 partits i marcant 1 gol entre totes les competicions.
Al 2015 va fitxar pel Racing Club de Lens, de la Ligue 2, convertint-se en el propietari absolut de la banda dreta en els anys que hi va jugar en l'equip del nord de França.
En 2017 va tornar a la Ligue 1 de la mà del Racing Club de Strasbourg Alsace fent-se amb el lloc de titular des del principi i sent una de les grans revelacions de la lliga francesa, trucant a les portes de la selecció francesa, i rebent oferiments per part de clubs de tot Europa.
Amb l' Strasbourg va guanyar la Copa de la Lliga de França 2018-19, podent disputar la fase prèvia de la UEFA Europa League 2019-20, on van caure eliminats, a un pas de a fase de grups, contra el Eintracht Frankfurt.

## Clubs
| Club                             | País   | Any       |
| -------------------------------- | ------ | --------- |
| Valenciennes F. C.               | França | 2011-2014 |
| R. C. Lens                       | França | 2015-2017 |
| Racing Club de Strasbourg Alsace | França | 2017-2021 |
| Olympiakos                       | Grècia | 2021-act. |

## Palmarès

### Títols nacionals
| Títol                      | Club                             | País   | Any  |
| -------------------------- | -------------------------------- | ------ | ---- |
| Copa de la Lliga de França | Racing Club de Strasbourg Alsace | França | 2019 |
| Superlliga de Grecia       | Olympiakos                       | Grècia | 2021 |
| Superlliga de Grecia       | Olympiakos                       | Grècia | 2022 |